# Spindasis davidsoni
Spindasis davidsoni är en fjärilsart som beskrevs av Talbot 1936. Spindasis davidsoni ingår i släktet Spindasis och familjen juvelvingar. Inga underarter finns listade i Catalogue of Life.